# Vârghiș, Covasna
Vârghiș (maghiară Vargyas) este satul de reședință al comunei cu același nume din județul Covasna, Transilvania, România. Se află în partea de nord-vest a județului, în Depresiunea Baraolt, pe râul Vârghiș.

## Așezare
Localitatea Vârghiș este situată pe valea pârâului cu același nume, în nordul bazinului Baraolt, la poalele estice ale munților Perșani, la o altitudine de 497 m. pe drumul județean 131, Baraolt - Vârghiș - Satu Nou.

## Scurt istoric
Prima atestare documentară datează din anul 1334, însă descoperirile arheologice făcute pe teritoriul satului demonstrează existența omului aici mult înainte. În cheile Vârghișului au fost descoperite mai multe peșteri cu urme de locuire, datând din paleollitic până în evul mediu. În căteva peșteri de pe malul stâng și drept al pârâului Vârghiș au fost descoperite fragmente ceramice aparținând culturii Starcevo-Criș (ceramică ornamentată în spic de grâu), în amestec cu ceramică de tip Coțofeni și Wietenberg. Pe înălțimea dealului "Kővesbérc", cu ocazia unor lucrări de construcție făcute în anii 1950-1951, s-a distrus un tumul în care se aflau mai multe morminte. De aici au fost recuperate trei piese de bronz (o brățară, un cuțit și un ac cu cap rulat) și un vas ceramic, datând din epoca bronzului târziu. În albia Vârghișului a fost găsit un vas de bronz cu trei picioare, care datează din sec. XII - XIII, iar  sub casa de rugăciune a bisericii reformate, au fost găsite resturile unei biserici în stil romanic suprapusă de alta în stil gotic.

## Economie
Economia localității este predominant  agricolă, bazată  în special pe cultivarea  cartofului și a plantelor  cerealiere și creșterea animalelor.  Exploatarea și prelucrarea primară a lemnului, comerțul  și agroturismul, întregesc activitatea acestei comunități.

## Personalități
- István Daniel (1684 - 1774) - scriitor
- Ferenc il. Máthé (n. 1927)- artist popular

## Atracții turistice
- Biserica Ortodoxă cu Hramul "Sf.Arhangheli Mihail și Gavril", construită din lemn, (în anul 1807) cu turnul în formă de navă și altar poligonal.
- Biserica Reformată
- Biserica Unitariană
- Castelul Daniel și parcul dendrologic
- Cheile Vârghișului